# 卵孢虫疫霉
卵孢虫疫霉（学名：Erynia ovispora）是属于虫霉目虫霉科虫疫霉属的一种真菌，寄生在各种蝇类及蚊子上。该种分布于中国、以色列、波兰、瑞士、瑞典等地。